# Zee der Stormen
De Zee der Stormen is een zee in de boekenserie Het Rad des Tijds van de Amerikaanse auteur Robert Jordan.
De Zee der Stormen ligt tussen de zuidkust van de Oude Wereld en de noordkust van Het Land van de Waanzinnigen. De landen in de Oude Wereld die aan de zee liggen zijn: Amadicia, Altara, Illian, Tyr, Mayene, de Waterloze Zandzee, en Shara.
De zee heet zo vanwege de verraderlijke stormen die er kunnen opsteken.